# Kensuke Nebiki
Kensuke Nebiki (Osaka, 7 september 1977) is een voormalig Japans voetballer.

## Carrière
Kensuke Nebiki speelde tussen 1996 en 2006 voor Kashiwa Reysol, Independiente en Vegalta Sendai.